# Kutzenhausen (Germania)
Kutzenhausen è un comune tedesco di 2 518 abitanti, situato nel land della Baviera.

## Amministrazione

### Gemellaggi
- Kutzenhausen (Francia)